# DAK-Laboratoriet
DAK-Laboratoriet var Danmarks Apotekerforenings produktionsvirksomhed, der producerede lægemidler og andre apotekervarer til alle Danmarks apoteker. DAK-Laboratoriet blev i 1990 solgt til Nycomed, som i en periode herefter hed Nycomed DAK.